# Darlena
Darlena — imię żeńskie stworzone w XX wieku, powstałe przez kombinację angielskiego wyrazu darling z popularną końcówką –lena. W rejestrze PESEL w 1994 roku było 16 osób noszących to imię. 
Znane osoby o imieniu Darlena:
- Darlene Hooley - polityczka amerykańska
- Darlene Hard - tenisistka amerykańska
- Darlene Conley - aktorka